# Sv. Paškal Bajlonski
Sveti Paškal Bajlonski (španjolski: Pascual Bailón, engleski: Paschal Baylón; 24. svibnja 1540. – 15. svibnja 1592.) bio je španjolski rimokatolički redovnik-laik Reda manje braće. U djetinjstvu i mladosti služio je kao pastir uz oca, ali je želio ući u franjevački samostan. Jednom su ga odbili, ali je kasnije primljen kao franjevački brat laik, te je postao poznat po svojoj strogoj askezi, kao i po svojoj ljubavi i suosjećanju prema bolesnicima. Poslan je u Francusku u Pariz. Na putu nailazi na kalviniste, te ga rulja zamalo ubija. Bio je najpoznatiji po snažnoj i dubokoj pobožnosti prema Euharistiji.
Godine 1618. proglašen je blaženim. Papa Aleksandar VIII. proglasio ga je svetim 16. listopada 1690. godine. 
Dana 28. studenoga 1897. papa Lav XIII. proglasio ga je zaštitnikom euharistijskih kongresa i bratovština.

## Rani život
Rođen je 16. svibnja 1540. u Torrehermosi, u Kraljevini Aragon, na blagdan Duhova od siromašnih, ali pobožnih seljaka Martina i Elizabete Jubera Baylón. Nazvan je Pashalom u čast Pascua de Pentecosta, jer su lokalni običaji zahtijevali da se dijete zove po svecu ili blagdanu na koji je rođeno. Imao je brata i dvije sestre.
Od svoje sedme do dvadeset i četvrte godine živio je kao pastir. Majka mu je darovala Mali oficij Blažene Djevice Marije. Naučio je čitati tražeći pomoć od drugih. Kako nije imao drugih načina da pomogne siromasima, davao im je dio vlastite večere. Kako bi pomogao uzdržavati obitelj, otac ga je unajmio da čuva tuđa stada. Neki od njegovih drugova bili su skloni psovanju, svađi i tučnjavi, no naučili su držati jezik za zubima u njegovoj prisutnosti, budući da su poštivali njegovu pobožnu prirodu i njegovu vrlinu. Bio je krajnje pošten, čak je vlasnicima usjeva ponudio nadoknadu štete koju su njegove ovce napravile.

## Redovništvo
Kada je odlučio ući u samostan, preporučili su mu nekoliko bogato obdarenih samostana, no on je bio odlučan: "Rođen sam siromašan i odlučio sam umrijeti u siromaštvu i pokori".
Isprva mu je bila uskraćena prilika da se pridruži franjevcima zbog njegove dobi, što ga je natjeralo da se vrati svojim pastirskim dužnostima. Godine 1564. pridružio se reformiranim franjevcima kao redovnički brat i započeo novicijat 2. veljače. Redovničke zavjete položio je 2. veljače 1565. u Oritu u samostanu Svetog Josipa. Pozivali su ga da postane zaređen svećenik, no smatrao je da to nije put za njega.
Često je hodao bos po snijegu. Njegovi poslovi u samostanu uključivali su kuhanje i vrtlarenje. Kao vratar bio je zadužen služiti prosjacima koji su dolazili u samostan tražiti milostinju, budući da je dužnost vratara bila briga za siromahe koji su dolazili na vrata braće. Paschal je stekao reputaciju zbog svoje izuzetne poniznosti, nepogrešive ljubaznosti i velikodušnosti.
Živio je u kontemplaciji i tihoj meditaciji, često dok je i radio. Često je noći provodio pred oltarom, u tišini.  Jednom prilikom, tijekom putovanja kroz Francusku, branio je dogmu o stvarnoj Kristovoj prisutnosti u euharistiji protiv kalvinističkog propovjednika. Kao posljedica toga, bio je napadnut te je ''za dlaku'' izbjegao smrt od hugenotske rulje (francuskih kalvinista).
Umro je 17. svibnja 1592. nakon bolesti. Blagdan mu se slavi 17. svibnja.

## Štovanje
Ubrzo nakon smrti, njegov grob u Villarrealu postao je mjesto hodočašća i čuda. Papa Pavao V. proglasio ga je blaženim 29. listopada 1618., a papa Aleksandar VIII. svetim 16. listopada 1690. godine. Papa Inocent XII objavio je Bulu kanonizacije, Rationi Congruit, 15. srpnja 1691. godine.
Umjetnost ga često prikazuje u franjevačkom habitu s pokaznicom u ruci kako bi označio svoju pobožnost Svetoj Euharistiji. Papa Ivan XXIII. imenovao ga je svecem zaštitnikom biskupije Segorbe 12. svibnja 1961. godine.
Dana 13. kolovoza 1936., tijekom Crvenog terora u Španjolskom građanskom ratu, njegov grob su oskrnavili antiklerikalni ljevičari koji su spalili njegovo tijelo. Relikvije koje su ostale kasnije su prenesene u prisutnosti kralja Juana Carlosa I. 12. svibnja 1992.

## Gradovi nazvani njemu u čast
- San Pascual, Batangas, Filipini
- Saint-Pascal, Quebec, Kanada
- Saint-Pascal Baylon, Ontario, Kanada
- San Pascual, otok Burias, Masbate, Filipini
- San Pascual, Obando, Bulacan, Filipini
- San Pascual Baylon, Guinarona Dagami, Leyte
- San Pascual Baylon, Tinambac, Camarines Sur
- Dolina San Pasqual, San Diego, Kalifornija, SAD